# Luca Caldirola
Luca Caldirola (* 1. Februar 1991 in Desio) ist ein italienischer Fußballspieler. Der Innenverteidiger stand zuletzt bei der AC Monza unter Vertrag. Er war bei der U-21-Fußball-Europameisterschaft 2013 Kapitän der italienischen Mannschaft, die den zweiten Platz erreichte.

## Karriere

### Im Verein
Luca Caldirola begann im Alter von fünf Jahren mit dem Fußballspielen. Bereits im Alter von acht Jahren wurde Caldirola von Inter Mailand entdeckt und durchlief anschließend alle Jugendmannschaften der Nerazzurri, die er zum Teil als Kapitän anführte. Dabei gewann er zwei nationale Titel, aber auch das Torneo di Viareggio im Jahr 2008.
Seine erste Spielpraxis in der A-Mannschaft von Inter sammelte Caldirola 2009, als er in einem Testspiel gegen die AC Mailand eingewechselt wurde. Zur Saison 2010/11 wurde er dann für ein Jahr an den niederländischen Erstligisten Vitesse Arnhem ausgeliehen. Bei Vitesse brachte er es auf elf Ligaeinsätze, bevor er zu den Nerazzurri zurückkehrte.
Am 1. Juli 2011 verpflichtete Inter den Japaner Yūto Nagatomo von der AC Cesena. Dafür überließ man Cesena u. a. die Hälfte der Transferrechte von Caldirola und von Jugendspieler Luca Garritano. Beide Vereine einigten sich darauf, dass die zwei Spieler vorerst in Mailand bleiben. Am 7. Dezember 2011 gab Luca Caldirola in der Champions-League-Gruppenphase gegen ZSKA Moskau sein Pflichtspieldebüt für die erste Mannschaft der Nerazzurri.

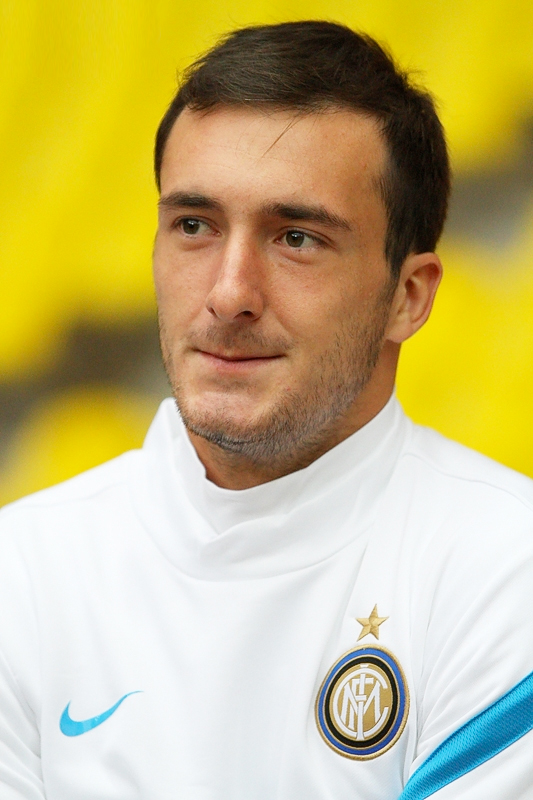
Im Dress von Inter Mailand, 2011

Im Januar 2012 wurde Caldirola bis zum Saisonende an den Serie-B-Klub Brescia Calcio ausgeliehen. In der Spielzeit 2012/13 lief er in der ersten Saisonhälfte für den AC Cesena auf, während er in der Rückrunde erneut an Brescia ausgeliehen wurde.
Im Sommer 2013 verpflichtete der deutsche Bundesligist Werder Bremen Caldirola. Zuvor hatte Bremens Abwehrchef Sokratis den Verein verlassen. Dessen Platz sollte von einem Neuzugang eingenommen werden, der wie Caldirola über einen starken linken Fuß und über Erfahrung verfügt. In Bremen war Caldirola zunächst Stammspieler und bestritt in seiner ersten Saison 33 Bundesligaspiele. Lediglich am 23. Spieltag kam er wegen einer Gelbsperre nicht zum Einsatz.
In der Saison 2014/15 verlor er jedoch seinen Stammplatz. Der neue Trainer Viktor Skripnik setzte ihn in der Rückrunde überhaupt nicht mehr ein. Daraufhin wurde er für die Saison 2015/16 an Bundesliga-Aufsteiger SV Darmstadt 98 verliehen. Dort bestritt er alle 34 Saisonspiele von der ersten bis zur letzten Minute. Anschließend kehrte er zu Werder Bremen zurück.
Am zweiten Spieltag der Saison 2016/17 erlitt Caldirola am 11. September 2016 beim Spiel gegen den FC Augsburg einen Knöchelbruch. Im dritten Erstligaspiel nach seiner Verletzungspause zog er sich am 7. April 2017 im Spiel bei Eintracht Frankfurt einen Mittelfußbruch zu und fiel für den Rest der Saison erneut aus. Auch weil Trainer Alexander Nouri ihn als wichtigen Spieler mit guten Stammplatzchancen lobte, verlängerte Caldirola seinen Vertrag um zwei Jahre. Nouri setzte ihn jedoch nur noch in einem einzigen Spiel ein. Unter seinem Nachfolger Florian Kohfeldt spielte Caldirola keine Rolle mehr.
In der Saison 2018/19 zählte Caldirola nicht mehr zum Bundesligakader der Bremer. Nachdem er in der Sommertransferperiode keinen Verein gefunden hatte, stieg er im September 2018 in das Mannschaftstraining der zweiten Mannschaft ein, die in der viertklassigen Regionalliga Nord spielte. Zum Einsatz kam er allerdings nicht.
Ende Januar 2019 kehrte Caldirola in seine Heimat zurück und schloss sich dem süditalienischen Zweitligisten Benevento Calcio an. Caldirola absolvierte im ersten Jahr 33 Ligaspiele, wurde mit dem Club italienischer Zweitligameister und stieg in die Serie A auf. In der ersten Liga kam er auf 25 Spiele, schoss drei Tore und stieg mit dem Team wieder in die zweite Liga ab.
2021 wechselte Caldirola zum norditalienischen Zweitligisten AC Monza und stieg auch mit diesem Verein in die Serie A auf. In den beiden folgenden Spielzeiten absolvierte Caldirola 60 Partien in der Serie A und konnte mit dem Verein die Klasse jeweils halten. Zum Ende der Saison 2024/25 stieg der Verein wieder in die Serie B ab und Caldirola verließ mit Vertragsende den Verein im Sommer 2025.

### In der Nationalmannschaft
Luca Caldirola durchlief ab der U-16-Auswahl alle Jugend-Nationalmannschaften Italiens. Sein Debüt für die U-21-Mannschaft seines Landes gab er am 17. November 2010 gegen die türkische U-21-Auswahl. Im Juni 2013 errang er mit der von Devis Mangia trainierten Mannschaft bei der U-21-Fußball-Europameisterschaft in Israel den Vizetitel, nachdem man sich im Finale Spanien mit 2:4 geschlagen geben musste. Caldirola wurde nach dem Turnier in das 23 Spieler umfassende Allstar-Team gewählt.

## Erfolge und Auszeichnungen
- U-21-Vize-Europameister: 2013
- Aufnahme in das Allstar-Team der U-21-Europameisterschaft 2013

## Trivia
Caldirola ist Fan des englischen Fußballs und vor allem von Tottenham Hotspur. Sein Lieblingsspieler ist allerdings Alessandro Nesta.
Luca Caldirola begann ursprünglich als Torhüter, bevor er dann zuerst im Mittelfeld und anschließend in der Verteidigung eingesetzt wurde. Auch sein Vater war Torhüter und spielte für mehrere Regionalteams in der Lombardei.